# Omloop van het Waasland 2010
De 46e editie van de Belgische wielerwedstrijd Omloop van het Waasland vond plaats op 14 maart 2010. De start en finish vonden plaats in Kemzeke. De winnaar was Denis Flahaut, gevolgd door Baptiste Planckaert en Egidijus Juodvalkis.

## Uitslag
| Omloop van het Waasland 2010 |                     |                              |          |
| Plaats                       | Naam                | Ploeg                        | Tijd     |
| Winnaar                      | Denis Flahaut       | ISD Continental Team         | 4u17'10" |
| 2                            | Baptiste Planckaert | Landbouwkrediet              | z.t.     |
| 3                            | Egidijus Juodvalkis | Palmans Cras                 | z.t.     |
| 4                            | Klaas Lodewyck      | Topsport Vlaanderen-Mercator | z.t.     |
| 5                            | Remco te Brake      | Van Vliet - EBH Elshof       | z.t.     |
| 6                            | Coen Vermeltfoort   | Rabobank Continental Team    | z.t.     |
| 7                            | Gregory De Munster  | Colba - Mercury Flooring     | z.t.     |
| 8                            | Kris Boeckmans      | Topsport Vlaanderen-Mercator | z.t.     |
| 9                            | Michael Schweizer   | Nutrixxion Sparkasse         | z.t.     |
| 10                           | Jurgen François     | Palmans Cras                 | z.t.     |

1965 · 1966 · 1967 · 1968 · 1969 · 1970 · 1971 · 1972 · 1973 · 1974 · 1975 · 1976 · 1977 · 1978 · 1979 · 1980 · 1981 · 1982 · 1983 · 1984 · 1985 · 1986 · 1987 · 1988 · 1989 · 1990 · 1991 · 1992 · 1993 · 1994 · 1995 · 1996 · 1997 · 1998 · 1999 · 2000 · 2001 · 2002 · 2003 · 2004 · 2005 · 2006 · 2007 · 2008 · 2009 · 2010 · 2011 · 2012 · 2013 · 2014 · 2015 · 2016 · 2017 · 2018 · 2019 · 2020 · 2021 · 2022 · 2023 · 2024